# Berlin Wriezener Bahnhof
Berlin Wriezener Bahnhof war seit 1903 zunächst ein separater Bahnsteig (Wriezener Bahnsteig) des Schlesischen Bahnhofs und seit 1924 ein eigenständiger Bahnhof. Er liegt an der Ostbahn. Seinen Namen erhielt er als Endpunkt der Reisezüge der Wriezener Bahn von Berlin nach Wriezen. Er befand sich unmittelbar nördlich der Bahnanlagen des Schlesischen Bahnhofs, südlich des früheren Personenbahnhofs der Ostbahn und östlich der Fruchtstraße (heute: Straße der Pariser Kommune). Der Personenverkehr im Bahnhof endete 1949, der Güterverkehr nach 1990.

## Geschichte
Die im Bahnhof Lichtenberg-Friedrichsfelde (heute: Bahnhof Lichtenberg) von der Ostbahn abzweigende Wriezener Bahn über Werneuchen nach Wriezen war im Jahr 1898 eröffnet worden. Die Personenzüge auf der Strecke fuhren von Lichtenberg-Friedrichsfelde über die Strecke der Ostbahn weiter zum Schlesischen Bahnhof.

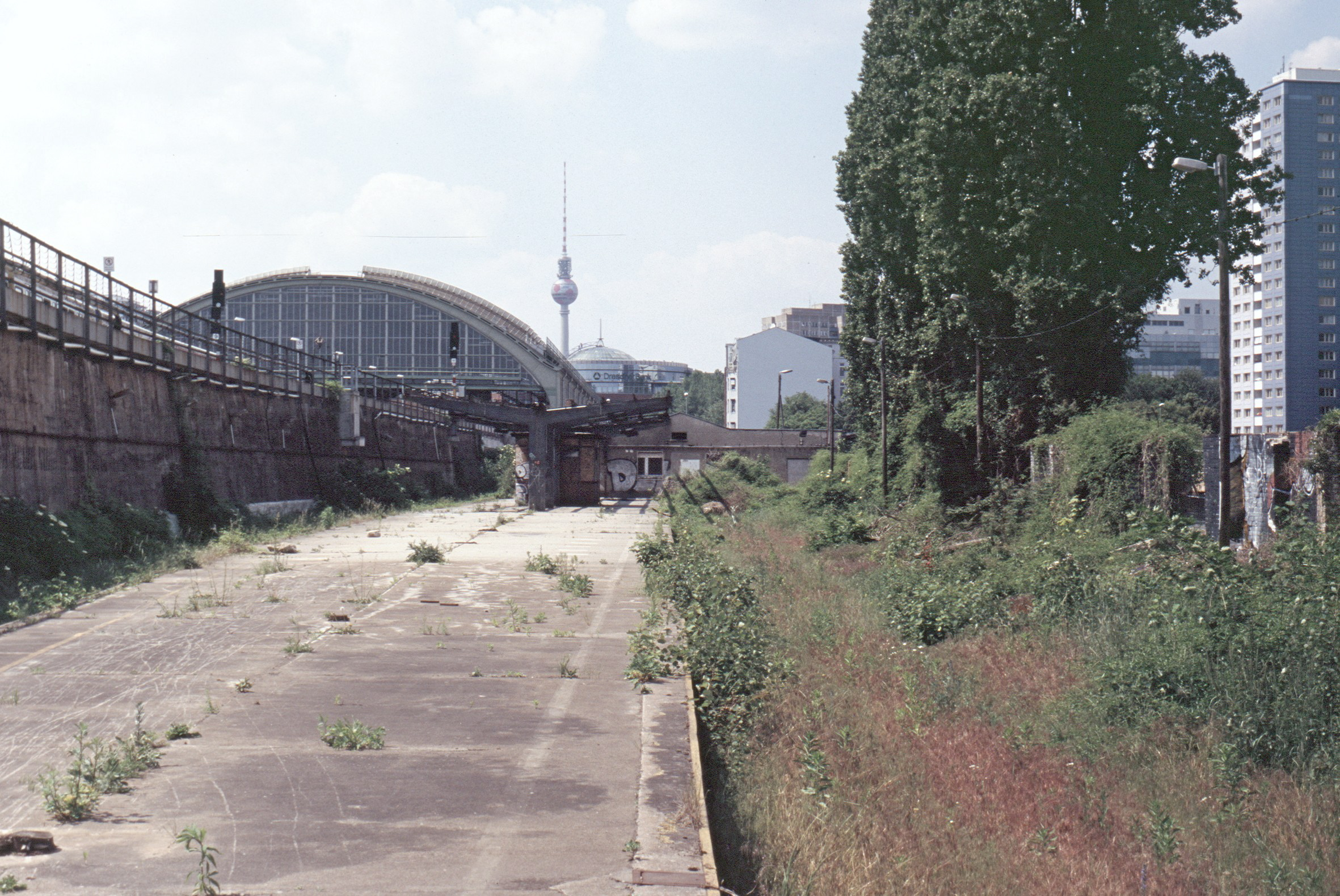
Bahnsteig des Personenbahnhofs, 2006

Kurz nach Eröffnung der Wriezener Bahn wurden die Bahnanlagen im Bereich zwischen den heutigen Bahnhöfen Ostbahnhof und Ostkreuz umgestaltet. Vorort- und Ferngleise wurden getrennt. Dies bedeutete, dass die Ferngleise von Ostbahn und Wriezener Bahn einerseits und der Berliner Stadtbahn andererseits durch die dazwischen liegenden Vorortgleise getrennt waren. Für die Fernzüge der Ostbahn entstand mit der VnK-Strecke eine neue Verbindung weiter östlich, die von der Wriezener Bahn aus nicht zu erreichen war. Deswegen nutzten die Züge der Wriezener Bahn westlich von Lichtenberg fortan die nördlich der Vorortgleise liegenden Gütergleise der Ostbahn und endeten in einem separaten Bahnhofsteil des Schlesischen Bahnhofs. Seit 1924 wurde der Wriezener Bahnhof als eigenständiger Bahnhof geführt. Die Reichsbahndirektion Berlin baute den Bahnhof weiter aus. Der Wriezener Bahnhof diente unter anderem als Abfertigungsstelle und Zielbahnhof für Schadwagen des RAW „Franz Stenzer“ und für das VEB Kombinat Großhandel OGS (Obst und Gemüse). Für die Abfertigung von Stückgut gab es zwei Ladestraßen. Ferner bestanden Anschlussgleise zur Druckerei des Neuen Deutschland. Zudem wurde der Wriezener Bahnhof als Abstellgleis für Kühlmaschinenzüge und Weinkesselwagen benutzt. Während des 23. Evangelischen Kirchentags, der vom 7. bis zum 11. Juni 1989 in West-Berlin stattfand, wurden zeitweilig Interzonenzüge auf dem Gelände des Wriezener Bahnhofs abgestellt. Der operative Betrieb erfolgte von einer Abfertigungsbaracke aus, für den Rangierbetrieb gab es eine kleinere Aufsichtsbaracke auf dem Bahnhofsgelände.
Der Name des Bahnhofs lebt fort in den Straßenbezeichnungen Wriezener Karree und Am Wriezener Bahnhof, wobei nur die erstere in direktem räumlichen Bezug zum ehemaligen Wriezener Bahnhof steht, während die heutige Straße Am Wriezener Bahnhof eher dort verläuft, wo die ursprüngliche Straße Am Ostbahnhof südlich an den alten, 1882 für den Personenverkehr geschlossenen Ostbahnhof (der Ostbahn) anschloss.
Im Sommer 2005 wurden die ungenutzten Gleisanlagen zurückgebaut. Hierbei riss die Deutsche Bahn auch ein Stellwerk (siehe Foto der Infobox) aus dem Jahr 1895 ab, ohne dessen Denkmalschutz zu beachten. Lediglich im nordöstlichen Teil des Areals verblieb ein Gleis für das ehemalige RAW „Franz Stenzer“ östlich der Warschauer Brücke, das von der Talgo GmbH für die Instandhaltung der DB-Talgo-Züge und von DB AutoZug für das Abstellen konventioneller Nachtzüge genutzt wird. Nördlich des Gleises entsteht gegenwärtig ein Bürgerpark. Auf dem restlichen Teil wurden im September 2006 ein Metro-Großmarkt und ein Hellweg-Baumarkt eröffnet. Hinter dem Metro-Markt baute die Dämmisol Baustoffe GmbH ihr neues Handelszentrum auf, da die Firma ihren bisherigen Standort auf dem BEHALA-Gelände auf der Südseite des Spreeufers an der Köpenicker Straße wegen der dortigen Bauplanung verlassen musste. Nach Vorschlag von Schülern des Dathe-Gymnasiums (Helsingforser Straße) im Rahmen der Bevölkerungsbeteiligung zur Bauleitplanung wurde auf dem Dach des Metro-Marktes ein Sportplatz für den Schul- und Vereinssport gebaut. Die Deutsche Bahn kündigte Ende Oktober 2006 an, als Verpflichtung aus dem städtebaulichen Vertrag 55 Kaiserlinden auf dem Gelände zu pflanzen.

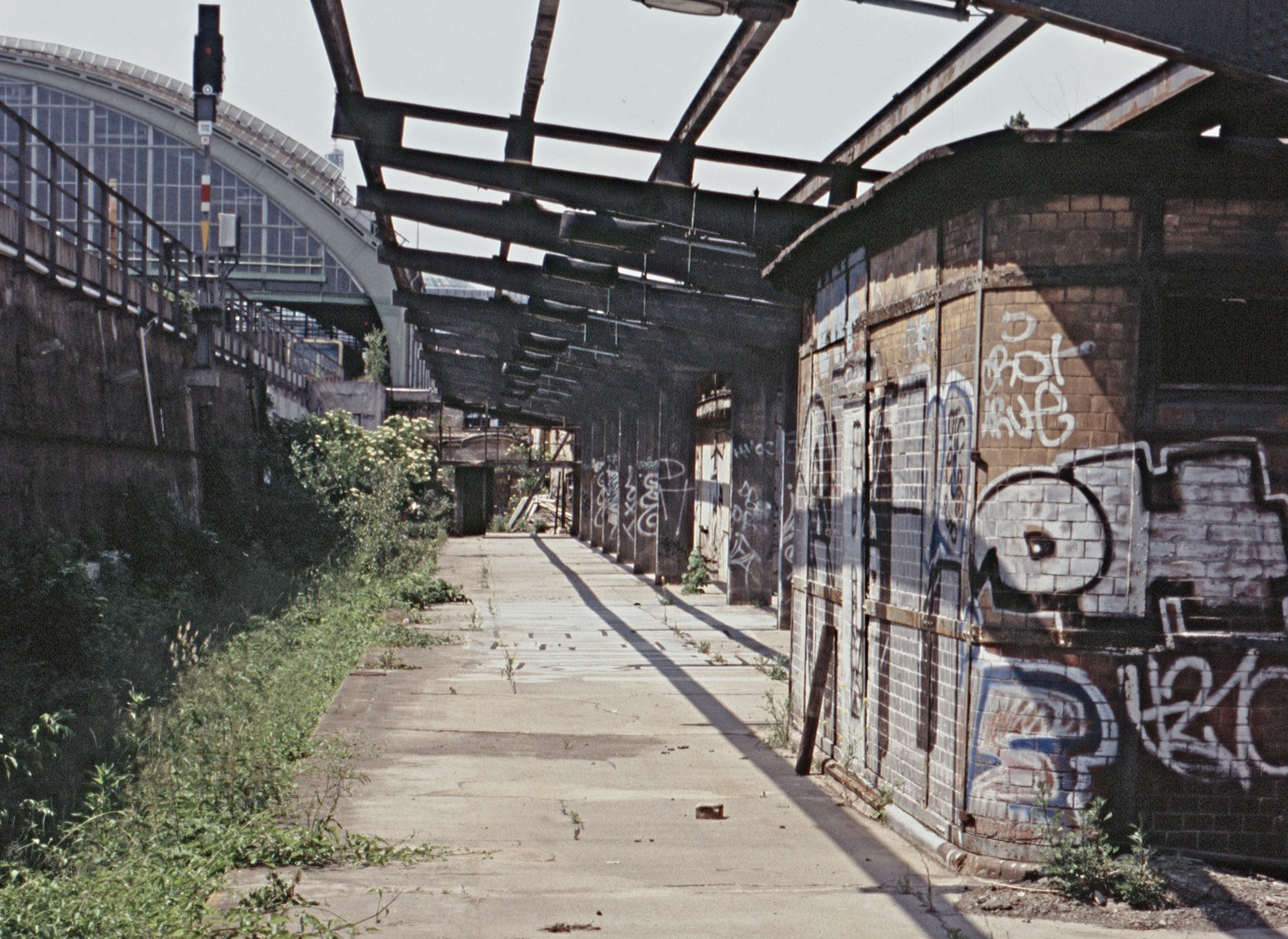
Südwestliches Bahnsteiggleis unmittelbar neben der Rampe zum Ostbahnhof, 2006
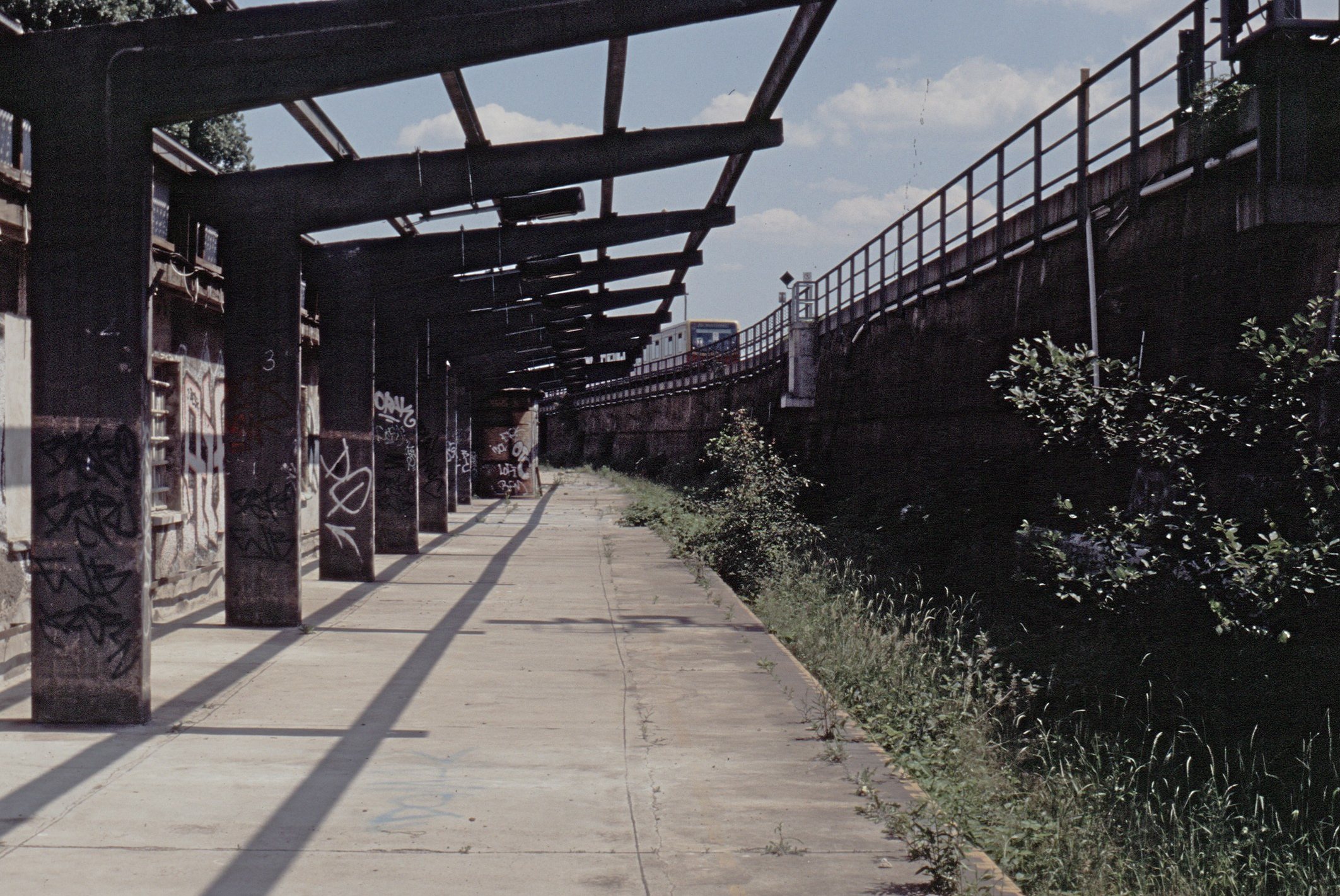
Blick in die Gegenrichtung mit S-Bahn-Zug auf dem Weg zum Ostbahnhof, 2006
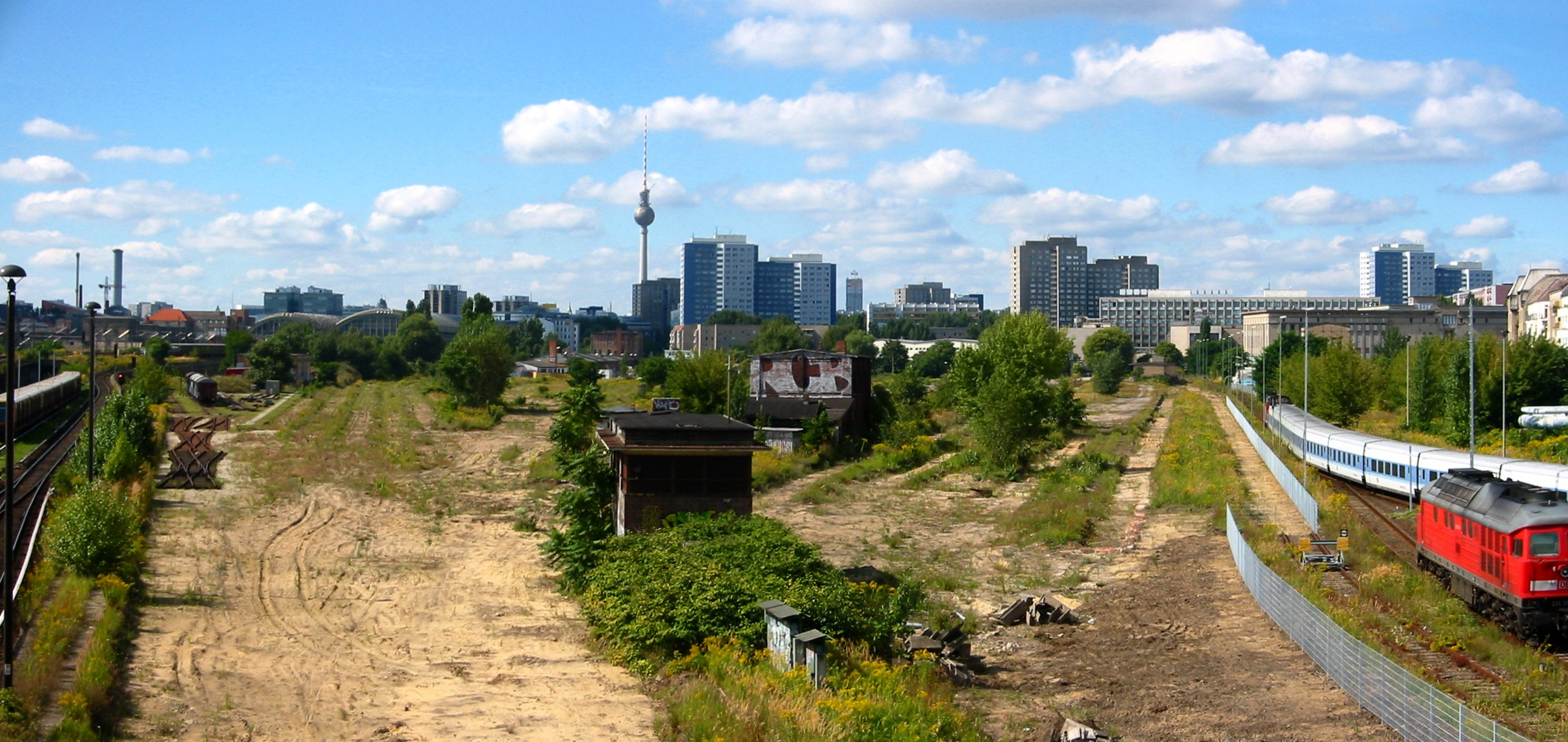
Gelände des ehemaligen Güterbahnhofs im Sommer 2005 nach der Demontage der Gleise
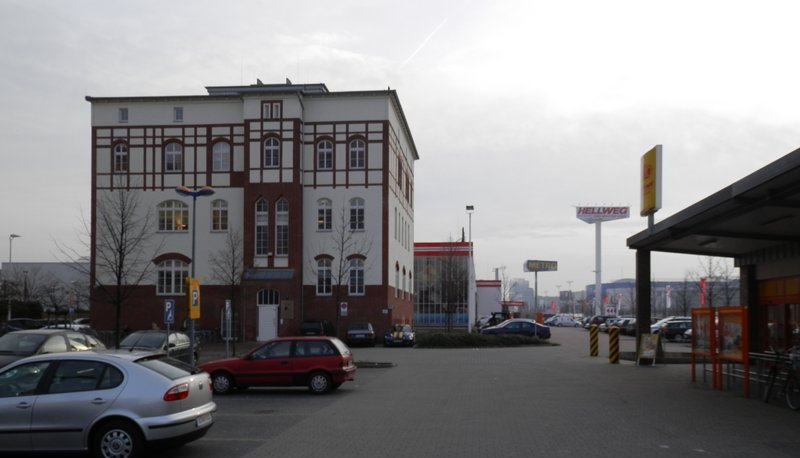
Kopfbau des Wriezener Güterbahnhofs mit umgebenden Supermärkten, 2014
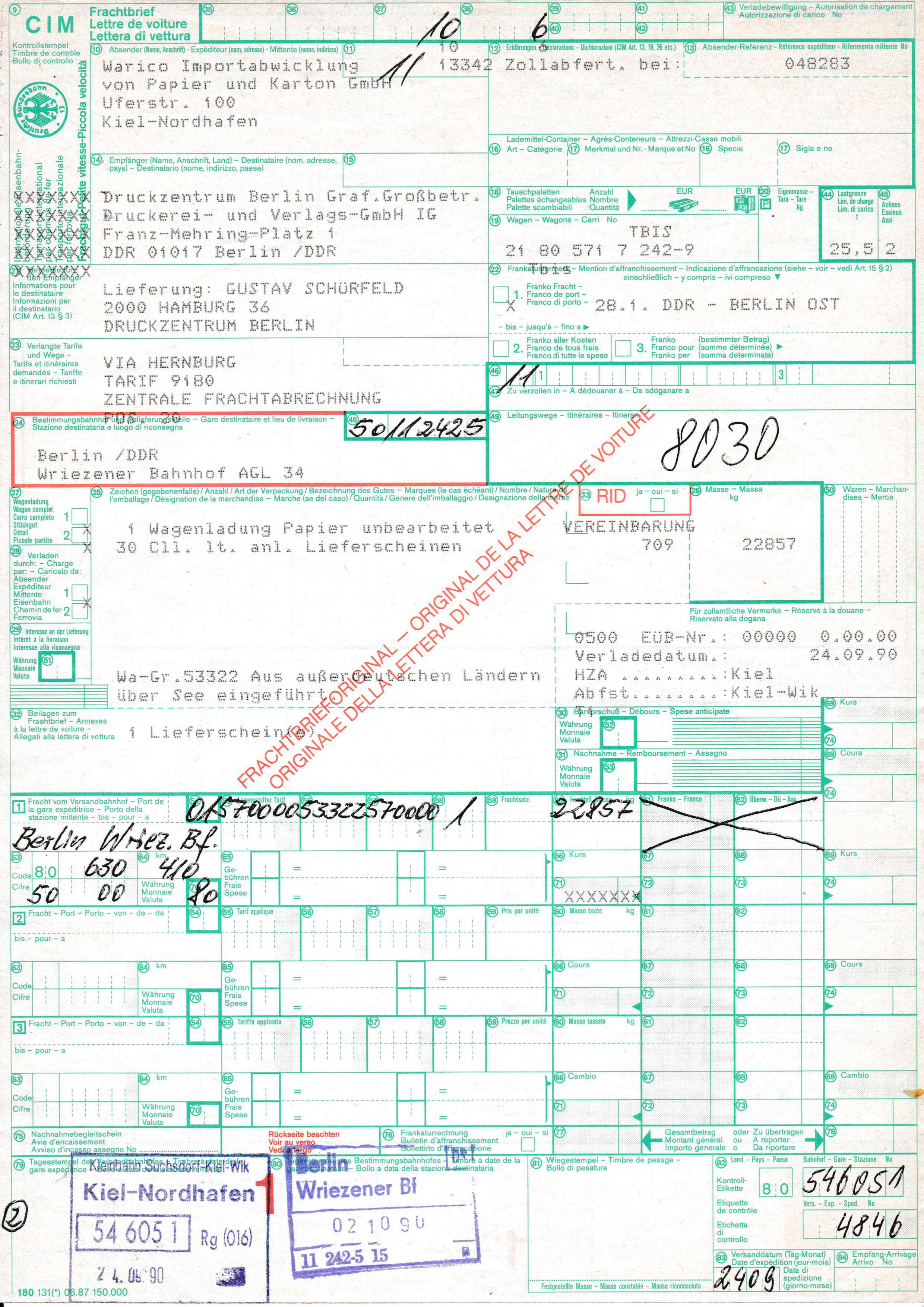
Frachtbrief vom 2. Oktober 1990 mit Eingangsstempel Berlin Wriezener Bahnhof